# Alejandro Davidovici Fokina
Alejandro Davidovici Fokina (n. 5 iunie 1999) este un jucător spaniol de tenis. Cea mai bună clasare a sa la simplu este locul 21 mondial, în august 2023, iar la dublu locul 196 mondial, la 21 februarie 2022.